# Цвета
«Цвета» (англ. Colors) — американский кинофильм 1988 года режиссёра Денниса Хоппера.

## Сюжет
Лос-Анджелес захлестнула волна преступности. В городе орудуют сотни преступных группировок, в которых состоит более 70000 человек. Ежедневно в бандитских разборках гибнут мирные жители. Такое положение вещей не устраивает двух «горячих» полицейских.
Один из них — умудренный опытом и чрезвычайно жестокий (Роберт Дюваль), второй — молодой, но с очень крутым нравом (Шон Пенн). Вместе они пытаются остановить насилие на улицах города. Постепенно ситуация выходит из-под контроля, и Лос-Анджелес превращается в кровавое поле боя. И без того напряженное положение осложняется любовной интригой, возникшей между молодым полицейским и прекрасной девушкой (Мария Кончита Алонсо), состоящей в одной из банд.
Но смогут ли они быть вместе, ведь в мире, где правит жестокость, за ошибки приходится платить кровью.

## В ролях
- Шон Пенн — офицер Дэнни МакГэвин
- Роберт Дюваль — офицер Боб Ходжес
- Мария Кончита Алонсо — Луиса Гомес
- Дон Чидл — Рокет